# 모셰 샤레트
모셰 샤레트(히브리어: משה שרת, 1894년 10월 16일 ~ 1965년 7월 7일)는 이스라엘의 정치인이다. 1954년부터 1955년까지 이스라엘의 총리를 지냈다.

## 어린 시절
샤레트는 현재 우크라이나의 영토인 러시아 제국의 헤르손에서 태어났다. 1906년 팔레스타인으로 이주하였다. 헤르츨리야 히브리 고등학교를 졸업하였고 슐라미트 음악원에서 음악을 공부했다. 이후 오스만 제국으로 유학을 떠나 이스탄불 대학교에서 이츠하크 벤즈비, 다비드 벤구리온과 함께 공부했다. 하지만 제1차 세계 대전이 일어나자 오스만 제국 육군에 입대하였다.

## 총리 경력
1953년 사퇴한 벤구리온의 뒤를 이어 총리로 임명되었다.
그의 재직 기간 동안 아랍 국가들과의 마찰이 심해졌고, 이로 인해 국방부 장관이었던 핀하스 라본이 사퇴하는 일이 일어났다. 이에 벤구리온이 다시 총리직에 복귀하였고, 그는 1년 만에 총리직에서 물러났다.

## 사망
1965년 예루살렘에서 사망하였고, 텔아비브의 트룸펠도르 묘지에 안장되었다.